# Jelena Fjodorowna Rosmirowitsch

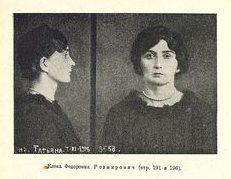
Jelena Fjodorowna Rosmirowitsch

Jelena Fjodorowna Rosmirowitsch (russisch Елена Фёдоровна Розмирович; * 10. März 1886 in Petropawliwka; † 30. August 1953 in Moskau) war eine russische Revolutionärin.

## Leben
Geboren im Gouvernement Cherson wurde sie 1904 Mitglied der Bolschewiki. Sie leistete Parteiarbeit im Gouvernement Kiew und in Petersburg, war Sekretärin der bolschewistischen Fraktion in der vierten Duma.
Während der Februarrevolution 1917 war sie Mitglied des Irkutsker Parteikomitees. In Petrograd Mitglied des Büros der Militärorganisation beim Zentralkomitee der Bolschewiki, betrieb sie aktive propagandistische Arbeit unter den Soldaten der Petrograder Garnison. Sie redigierte die Zeitung Soldatskaja Prawda und übernahm wichtige Aufgaben des Petrograder Revolutionären Militärkomitees. Nach der Oktoberrevolution leistete sie Staats- und Parteiarbeit und war viele Jahre Direktorin der Lenin-Bibliothek.

## Familie
Jelena Rosmirowitsch war eine Halbschwester von Jewgenija Bogdanowna Bosch. Aus einer Ehe mit Alexander Antonowitsch Trojanowski hatte sie die Tochter Galina Alexandrowna Trojanowskaja. Diese heiratete Walerian Wladimirowitsch Kuibyschew.
1938 wurde Rosmirowitschs Ex-Ehemann Nikolai Wassiljewitsch Krylenko im Zuge der Stalinschen Säuberungen hingerichtet.